# イギリス囲碁協会
イギリス囲碁協会 (イギリスいごきょうかい、英: British Go Association, BGA) は1953年からイギリスで活動する囲碁団体であり、国際囲碁連盟とヨーロッパ囲碁連盟の両方に加入している。

## 英国選手の国際大会への派遣状況
協会は毎年必ず世界アマチュア囲碁選手権戦やヨーロッパ碁コングレスなどの国際大会に代表選手を派遣している。若年層への囲碁普及も進められており、2010年と2011年には世界青少年囲碁選手権大会に、2019年には世界学生囲碁王座戦に代表選手を派遣している。さらに2018年にはケンブリッジ大学で第5回世界大学生囲碁選手権戦を主催している。

### イギリスを宗主国とする国々の囲碁団体
- 香港囲碁協会
- シンガポール囲碁協会
- ニュージーランド囲碁協会